# Jeruzalémské brigády

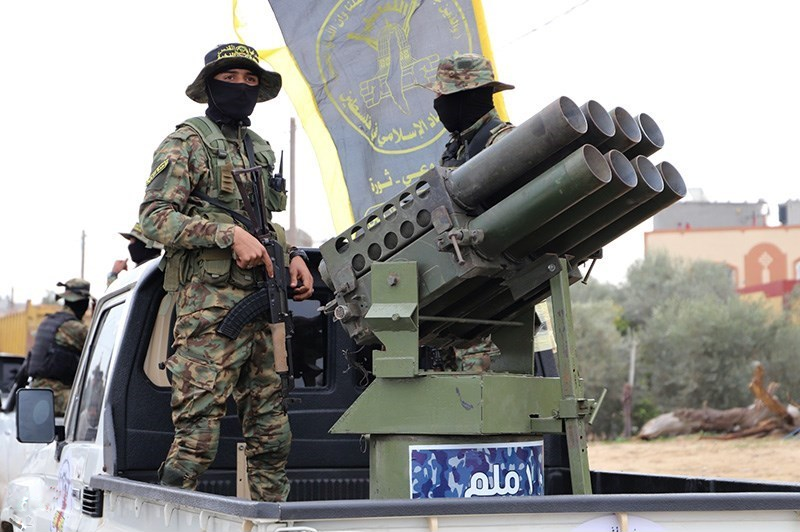
Členové brigád během vojenské přehlídky v
palestinské Gaze

Jeruzalémské brigády (arabsky سرايا القدس, Saraya al-Quds) je ozbrojené křídlo palestinské islamistické organizace Palestinský islámský džihád (PID), která je druhou největší skupinou v Pásmu Gazy po Hamásu. Založeny byly v roce 1981 Fathimem Šikakim. Své operace provádí zejména na Západním břehu Jordánu a v Pásmu Gazy.

## Cíle
Mezi primární cíle Jeruzalémských brigád patří zřízení suverénního islámského palestinského státu v hranicích Mandátní Palestiny z před roku 1948. K dalším cílům patří, stejně jako u dalších radikálních palestinských skupin úplné zničení Izraele. Z ideologických motivů převládá nacionalismus, sunitský islamismus a antisionismus. Ve svých útocích se primárně zaměřuje na izraelské cíle a to jak vojenské, tak i civilní.

## Prostředky boje

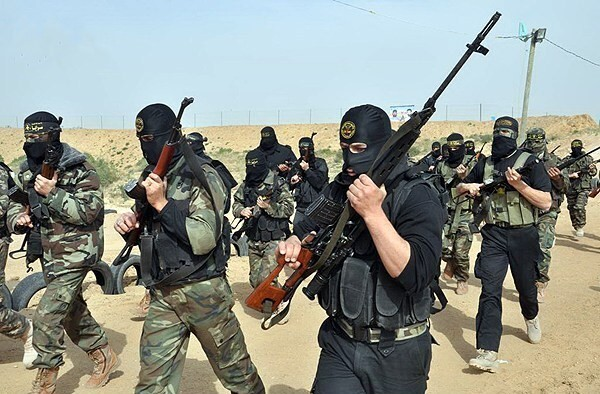
Výcvik odstřelovačů Jeruzalémských brigád

Mezi hlavní prostředky boje skupiny sebevražedné atentáty a raketové útoky proti cílům v Izraeli. Z důvodu útoků na civilní obyvatelstvo a také používání civilistů jako živých štítů je jednání Jeruzalémských brigád považováno za nezákonné.

## Oblasti aktivity

### Západní břeh Jordánu
Na Západním břehu Jordánu – vnitrozemském území na západním (pravém) břehu řeky Jordán na Blízkém východě, byla skupina nejaktivnější zejména v oblasti města Jenin. Z tohoto důvodu se stala cílem několika operací izraelských obranných sil (IOS) v roce 2004, které měly za následek citelné ztráty skupiny a její oslabení. V roce 2006 byli při cílených útocích IOS zabiti dva z jejich vysokých velitelů, Abu al-Walid al-Dahdú a Hussam Džaradat.

### Pásmo Gazy
V Pásmu Gazy se příslušníci Jeruzalémských brigád zaměřují zejména na raketové a minometné útoky proti cílům v Izraeli a vysíláním sebevražedných atentátníků do Izraele.